# Clematis patens 'Evithree'
Cultivar
La clématite patens 'Evithree' est un cultivar de clématite obtenu en 1990 par Raymond Evison en Angleterre. Elle porte le nom commercial de clématite patens Anna Louise 'Evithree'.
La clématite Anna Louise a été commercialisée à partir de 1993 par les pépinières Guernsey clematis nursery de Raymond Evison. Son nom commercial provient du prénom de la seconde fille de Raymond Evison.

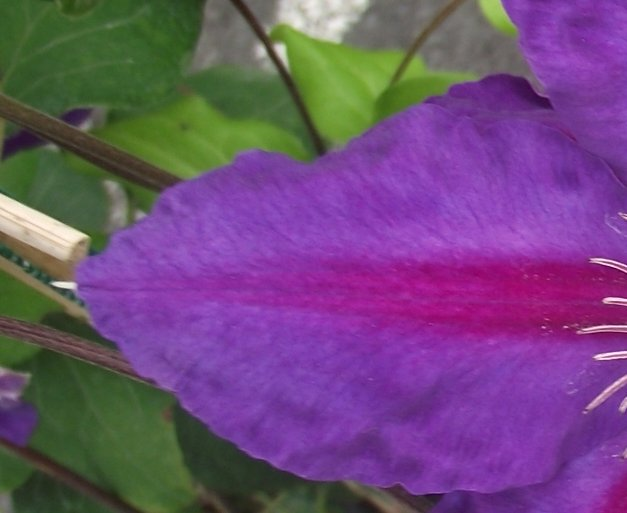
Sépale de clematis patens Anna Louise 'Evithree'.

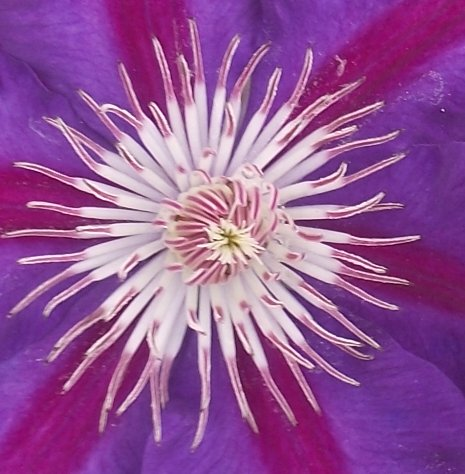
Stigmates et étamines de clematis Anna Louise 'Evithree'.

## Description
Cette clématite fait partie du groupe 2, ce qui signifie que ce cultivar donnera deux floraisons par an, une première au printemps sur le bois de l'année précédente puis une seconde à l'automne sur la pousse de l'été.

### Feuilles
Les feuilles caduques de cette clématite sont parfois simples, parfois alternes et trifoliées. en moyenne elles mesurent 10 cm

### Tiges
Les tiges de la clématite Anna Louise apparaissent de couleur verte sur les pousses de l'année, en vieillissant le bois se durcit et devient rougeâtre et marron.

### Fleurs
La clématite Anna Louise dispose d'une fleur de taille moyenne bleu foncé avec une large bande rougeâtre au cœur du sépale, elle peut atteindre 18 cm. Les fleurs de ce cultivar apparaissent la plupart du temps sur l'ensemble de la plante en mai et juin pour la floraison printanière et en septembre pour la floraison d'automne.

#### Bouton floral et pédoncule
Le bouton floral de Anna Louise est allongé et ovoïde d'environ 4 à 5 cm, de couleur vert/gris à un quart de son ouverture. le pédoncule quant à lui mesure environ 15 à 30 millimètres de couleur verte également.

#### Sépales
Les sépales de la clématite Anna Louise mesurent entre 6 et 8 cm de long. Ils sont ondulés et striés le long de la nervure centrale; ils se chevauchent légèrement. Cette clématite est particulièrement intéressante par son coloris.

#### Étamines et stigmates
Anna Louise possède des  étamines de couleur blanc crémeux et des stigmates de couleur blanche au cœur puis jaune vers l'extérieur.

#### Parfum
Cette clématite n'a pas de parfum.

## Obtention
La reproduction asexuée de ce cultivar pour la commercialisation a commencé dans les pépinières de Raymond Evison sur l’île de Guernesey en 1990.

## Protection
"Anna Louise" est protégé par l'Union pour la protection des obtentions végétales sous licence PBR & PPaf sous le numéro : O O1014 attribué le 5 mai 2011. Le nom commercial 'Anna Louise' est protégé par une licence trademark.

## Culture

### Plantation
La clématite Anna Louise a été produite pour une culture en pot, mais elle s'adapte très bien en pleine terre également. Elle doit être plantée dans un mélange drainant, fertile et léger. Les racines préfèrent  un sol frais et ombragé.

### Croissance
À taille adulte cette clématite dispose d'une croissance importante entre 2 et 3 mètres.

### Floraison
Anna Louise fleurit deux fois par an sur la pousse de l'année du mois de mai et juin pour la floraison printanière et en septembre pour la floraison d'automne sur la pousse de l'été. Elle fait partie du groupe 2.

### Utilisations
Anna Louise est parfait pour les pergolas, treillis, tonnelles et clôtures. Elle peut aussi grimper sur des supports naturels tels que les feuillus, des conifères et des arbustes.

### Taille
La clématite Anna Louise a besoin d'une taille annuelle, souvent au mois de mars mais à toute période de repos végétatif. Elle demande une taille sévère, c'est-à-dire une taille à 30 cm du sol sur un tiers des branches.

### Résistance
Cette clématite résiste à des températures jusqu'à moins 20 degrés Celsius.

### Maladies et ravageurs
La clématite Anna Louise est sensible à l'excès d'eau ce qui pourrait provoquer une pourriture du collet de la plante et ainsi la mort de la clématite. Elle peut également souffrir d'apoplexie due à un champignon appelé Ascochyta clematidina, provoquant un flétrissement brutal des feuilles. Pour combattre ce champignon la terre doit être remplacée sur 20 cm et l'excès d'eau doit être proscrit.
Les limaces peuvent également s'attaquer à cette clématite et notamment aux jeunes pousses du printemps.

## Récompense
- RHS Award of garden merit en 2002 par la Royal Horticultural Society d'Angleterre